# Ariel (cómic)
Ariel es un personaje ficticio, una mutante extraterrestre en el universo de Marvel Comics. Su primera aparición fue en Ángeles Caídos (1ª serie) #1.

## Historia publicada
Ariel apareció por primera vez en Ángeles Caídos (1ª serie) #1 (abril de 1987) y fue creada por Mary Jo Duffy (escritora) y Kerry Gammill (dibujante).
El personaje aparece posteriormente en Ángeles Caídos #8.2 (mayo-noviembre de 1987) y de nuevo mucho más tarde en X-Men: Legado #226 y 235. Parecía haber sido asesinada en X-Men: Legado #235, pero el escritor Mike Carey indicó más adelante que él deliberadamente escribió la escena de manera que fuera posible que ella pudiera haber sobrevivido. Regresó a la publicación en X-Men: Legado #259.
Ariel recibió una entrada en el Manual Oficial del Universo Marvel Actualización '89 #1.

## Biografía ficticia del personaje
Ariel es una nativa extraterrestre del mundo conocido como Planteta Cocotal, el hogar de una cultura dedicada a la búsqueda del placer.
En la Tierra, Ariel se encontró con el criminal mutante conocido como el Desvanecedor y se unió al grupo de adolescentes que trabajaban para él como ladrones. Con el tiempo este grupo se convirtió en el equipo de jóvenes superhumanos conocidos como los Ángeles Caídos. Aunque no ocultó sus orígenes extraterrestres guardó el secreto de la verdadera naturaleza de su misión a la mayoría de sus compañeros de equipo, a excepción de Azar, a quien Ariel prometió un pago no revelado a cambio de su ayuda. Usando su capacidad de viajar por el espacio, Ariel transporta a los Ángeles Caídos a un mundo lejano, donde se encuentran con Dinosaurio Diablo y el Chico Luna. Una vez más usando sus poderes, el grupo regresa a la Tierra, junto con Dinosaurio y Chico como nuevos reclutas del equipo.
Finalmente transportó a su equipo a su planeta natal bajo el pretexto de "vacaciones", pero después de un período de ser tratados como invitados de honor, los Ángeles fueron capturados para ser usados en experimentos de los nativos del planeta. Ariel se sorprendió al descubrir que Azar, que se había convertido en su amiga y confidente, era una de los prisioneros después de haber sido considerada una mutante emergente por su poder para mejorar o anular las habilidades de otros mutantes. Cuando es empujada a elegir entre su amistad o su lealtad a su pueblo, Ariel dejó a Azar a su suerte solamente para ser recompensada por la lealtad a su raza con la prisión; ella también había sido identificada como una mutante, la primera de su raza y por lo tanto doblemente valiosa como un sujeto de prueba. Estaba decidida a tener el poder de influir sutilmente en las mentes y obligar a otros a obedecer sus órdenes. Después de que los Ángeles Caídos escaparon del cautiverio, Ariel utilizó su poder (reforzado por una demostración de fuerza de Dinosaurio Diabólico) para obligar a Unipar, el líder del Planeta Cocotal a devolverlos a la Tierra. No queriendo tener nada que ver con su propia gente después de ser maltratatados por sus manos, esta acompañó a los Ángeles Caídos a la Tierra.
Ariel volvió a actuar en el crossover de Utopía entre la historia de los X-Men y los Vengadores Oscuros. Ella aparece en X-Men: Legado #226 como una aliada de los X-Men, voluntariamente ayuda durante los disturbios a transportar mutantes heridos a volver a Industrias Graymalkin. Durante los acontecimientos del Advenimiento, Cíclope la designa como teletransportadora para el Equipo Alfa de los X-Men tras la desaparición de Magik durante la batalla. Mientras viajaba con Wolverine y X-23 en busca de Trance, su automóvil fue alcanzado por un misil. Wolverine y X-23 sobrevivieron debido a su factor de curación mejorada pero Ariel se cree que ha sido asesinada.
Durante las secuelas del Cisma, Rogue descubre que el poder de Ariel le había permitido saltar del vehículo antes de que fuera destruido. Sin embargo, la destrucción de la puerta de entrada la había dejado atrapada en un limbo interdimensional. Fue rescatada de este limbo por los X-Men y ha recuperado su salud en Utopía.

## Poderes y habilidades
Como todos los miembros de su raza extraterrestre, Ariel puede provocar una curvatura en el espacio para que pueda crear una deformación en el que conecte dos puntos que de otra manera se encuentran a grandes distancias de separación. No se conocen los límites de la gama de curvaturas en el espacio que podía hacer pues ha creado algunas que le permitieron viajar distancias interestelares de un planeta a otro en sistemas solares distantes. Sin embargo, necesita una puerta real que se puede abrir y cerrar para usarla como un punto focal de su poder. Además tiene que haber otra puerta en el extremo receptor de la curvatura. Al atravesar el umbral se viaja a través de la deformación del espacio que ella ha creado.
Además Ariel es la única mutante de su raza, teniendo poderes para forzar a otros a través de medios psiónicos de que crean o hagan lo que les dice.